# Steyrer Hütte
Die Steyrer Hütte ist eine Schutzhütte der Naturfreunde in den Oberösterreichischen Voralpen. Die Hütte befindet sich auf 1347 m ü. A. südlich der Schwalbenmauer im Kasbergmassiv.

## Zustieg
- Weg 433: Vom Brunnental bei Steyrling östlich des Kasbergs durch den Katzengraben, Gehzeit: etwa 2½ Stunden.